# Raión de Mezhduréchensk (Vólogda)
El raión de Mezhduréchensk (ruso: Междуре́ченский райо́н) es un distrito administrativo (raión) ruso perteneciente a la óblast de Vólogda. Se ubica en el sur de la óblast. Su capital es Shúiskoye.
En 2023, el raión tenía una población de 4918 habitantes.
Comprende un conjunto de áreas rurales poco pobladas, ubicadas entre 10 y 120 km al este de la capital regional Vólogda. El raión se extiende de oeste a este de forma alargada, hasta llegar a limitar al sureste con la óblast de Kostromá. Aunque fue fundado en 1929 como "raión de Shúiskoye", adoptó en 1931 su actual topónimo, que viene a significar "Entre Ríos", en referencia a que alberga tanto ríos de la cuenca hidrográfica del Dviná Septentrional (que vierte en el mar Blanco) como del Volga (que vierte en el mar Caspio). El curso de agua más importante del raión es el río Sújona, una de las fuentes del Dviná Septentrional, que recorre el norte del raión de oeste a este.

## Subdivisiones
Comprende 147 localidades rurales. Tan solo dos de ellas superan los quinientos habitantes, y la mitad de la población del raión vive en la capital distrital. Debido a esta concentración de la población, desde 2022 el autogobierno local del raión toma la forma jurídica de ókrug municipal, de forma que un solo ayuntamiento con sede en Shúiskoye ejerce su jurisdicción sobre todo el raión.
Antes de 2022, el raión se dividía en cuatro asentamientos rurales: "Botanovskoye" (con sede en Igumnitsevo), Stároye, "Sujonskoye" (con sede en la capital distrital Shúiskoye) y Turovets.